# Национальный день памяти «отверженных солдат»
Национальный день памяти «отверженных солдат», другой вариант — Национальный день памяти «про́клятых солдат» (пол. Narodowy Dzień Pamięci «Żołnierzy Wyklętych») — национальный праздник в Польской Республике, отмечаемый в честь так называемых «отверженных (про́клятых) солдат» (пол. Żołnierze Wyklęci) — участников антисоветского и антикоммунистического вооружённого подполья, действовавшего в Польше во второй половине 1940 и в 1950-е годы. Праздник отмечается ежегодно 1 марта с 2011 года.

## Значение
В преамбуле к закону об учреждении памятного дня сказано, что он вводится:

В честь «отверженных солдат» — героев антикоммунистического подполья, которые, защищая независимое существование польского государства и борясь за право на самоопределение и воплощение демократических устремлений польского общества, с оружием или иным образом выступили против советской агрессии и навязанного силой коммунистического режима.
Отмечать 1 марта «День „отверженных солдат“» предложил президент Института национальной памяти Януш Куртыка. 1 марта 1951 года в варшавском следственном изоляторе тюрьмы Мокотув были приговорены к смертной казни семеро участников организации «Свобода и Независимость» Лукаш Чеплинский, Мечислав Кавалец, Юзеф Батори, Адам Лазарович, Францишек Блажей, Кароль Хмель, Юзеф Жепка.

## История
В 2001 году Сейм Республики Польша принял резолюцию, которая признала заслуги различных вооружённых организаций и групп, участвовавших в неравной борьбе за независимость Польши. Данная резолюция призвала почтить всех павших и подвергавшихся преследованиям участников антикоммунистического подполья, боровшимся против советского влияния и польского коммунистического режима. Эта резолюция особо выделила заслуги подпольной гражданско-военной организации «Свобода и Независимость».
В 2009 году организации «Свобода и Независимость», «Союз народных борцов вооружённых сил», «Всемирный союз воинов Армии Крайовой» обратились к польским государственным властям установить 1 марта «Днём Воинов антикоммунистического подполья». Эту инициативу поддержали парламентские фракции «Гражданская платформа» и «Право и справедливость».
В 2010 году президент Польши Лех Качинский вынес на обсуждение законодательную инициативу, целью которой было учреждение государственного праздника «Национальный день памяти „отверженных солдат“».
После гибели Леха Качинского новый польский президент Бронислав Коморовский подтвердил законодательную инициативу Леха Качинского. 26 декабря 2010 года Коморовский предоставил законодательный проект Сейму. Первое слушание законопроекта в Сейме состоялось 2 февраля 2011 года. Обсуждение закона о «Национальном дне памяти „про́клятых солдат“» в Сейме сопровождалось овациями, причем депутаты двух главных противоборствующих партий – «Права и справедливости» и «Гражданской платформы» – почти в единодушном порыве проголосовали за принятие этого закона. Принятый Сеймом законопроект был подписан Сенатом 4 февраля 2011 года. Бронислав Коморовский подписал закон 9 февраля 2011 года. Закон о новом государственном празднике был опубликован 15 февраля 2011 года.

## Источник
- USTAWA o ustanowieniu Narodowego Dnia Pamięci «Żołnierzy Wyklętych» (пол.)
- Стенография 84-го заседания Польского Сейма, 3.02.2011 г. (пол.)
- Стенография 70-го заседания Польского Сената, 4.02.2011 г. (недоступная ссылка) (пол.)